# Rinnsalströmung
Als Rinnsalströmung (englisch rivulet flow) wird eine Strömung mit einer freien Oberfläche entlang einer Körperkontur bezeichnet, die einen besonders geringen Volumenstrom aufweist und bestimmte Eigenschaften besitzt. Im Gegensatz zur Filmströmung handelt es sich oft um mäandernde oder oszillierende Strömungen. Auch aufreißende Filmströmungen werden nach dem Aufreißpunkt als Rinnsale bezeichnet.
Für Rinnsalströmungen stellen sich abhängig vom Volumenstrom unterschiedliche Strömungsformen ein. Bei sehr geringen Volumenströmen, die aber dennoch nicht zum Abreißen der Strömung führen, kommt es zur Bildung von Rinnsalen, die geradlinig und laminar verlaufen. Diese Form der Rinnsalströmung kann auch als Spezialfall der Filmströmung angesehen werden. Mit weiterer Zunahme des Volumenstroms steigen zunächst die Breite und die Höhe des Rinnsals, bis es bei einem bestimmten Volumenstrom zur Bildung von Mäandern kommt. Als wahrscheinlichste Ursache dafür wird die Hysterese des Kontaktwinkels gesehen. Das Überschreiten eines weiteren kritischen Wertes für den Volumenstrom führt zu einem pendelnden bzw. oszillierenden Rinnsal; es kann zur Bildung mehrerer Rinnsale kommen.